# Parpelleig (Doctor Who)
|  | Per a altres significats, vegeu «Parpelleig (desambiguació)». |

Parpelleig (Blink en l'original anglès) és el desè episodi de la tercera sèrie de la sèrie de televisió de ciència-ficció britànica Doctor Who. Fou emesa en anglès per primer cop per la BBC el 9 de juny de 2007 i és l'únic episodi de la sèrie de capítols del 2007 escrita per Steven Moffat.
L'episodi se centra en una dona jove, la Sally Sparrow, que intentarà resoldre la connexió entre disset DVD dispars que contenen ous de pasqua, i en unes estàtues que es mouen quan ningú les mira. Juntament amb l'episodi Amor i Monstres han estat els únics episodis en que el temps d'aparició en pantalla del Doctor i la seva companya ha estat escassa, el qual permeté que es pogués gravar un altre episodi simultàniament.
L'episodi fou generalment ben rebut per la crítica. Gràcies a Parpelleig, Steven Moffat guanyà els premis BAFTA Craft i BAFTA Cymru com a millor escriptor, i també el premi Hugo Award for Best Dramatic Presentation, Short Form.

## Sinopsi
L'any 2007, la Sally Sparrow entrà en una casa abandonada de Wester Drumlins per fer algunes fotografies, però s'adonarà de la presència d'una estàtua en forma d'àngel ploraner. Seguidament, a la paret de l'estança on es trobava, descobrí escrit un missatge antic de l'any 1969 del "Doctor" que l'advertia de l'àngel ploraner. La Sally, juntament amb la seva amiga Kathy Nightingale, retornà a la casa l'endemà per explorar més a fons; Kathy desaparegué alhora que un home jove aparegué i afirmà que era el net de la Kathy la qual li havia encarregat ja feia més de 20 anys que aquell dia li donés aquella carta a la Sally Sparrow. La carta de la Kathy explicava que havia aparegut a la dècada del 1920 a Kingston upon Hull i que s'havia casat amb un bon home amb qui havia viscut una vida en pau i en plenitud; li encarregà que s'inventés alguna explicació sobre la seva desaparició per a l'últim parent proper, el seu germà Larry, i que li recordés que l'estimava.
La Sally visità a en Larry a una botiga de lloguer de DVDs i trobà que hi havia documentat una llista de DVDs amb ous de pasqua, tots ells inconnexos entre si, però en tots ells hi apareixia un home que s'identifica com el Doctor que manté una conversa incompleta amb l'espectador. El Larry li dona la llista dels disset DVDs i anà a la comissaria. Allà, conegué a l'inspector de policia Billy Shipton, que li explicà que hi havia hagut diverses desaparicions a Wester Drumlins i li ensenyà un dipòsit de vehicles abandonats trobats davant de la casa, incloent-hi una cabina de policia falsa tancada, de color blau. La Sally acabava de sortir de la comissaria quan recordà de la clau que havia trobat, i tornà per trobar al Billy però havia desaparegut juntament amb la cabina blava. Immediatament, rebé una trucada d'un Billy molt vell que es trobava a l'hospital i l'anà a visità. El Billy li explicà que seguidament de marxar ella, s'havia trobat encarat amb els àngels ploraners que intentaven recuperar la caixa de policia i l'havien enviat el 1969. En aquest any es trobà al Doctor que li demanà que li retransmetés un missatge a la Sally segles més tard. També li explicà que allà s'havia casat i que havia estat treballant en una productora de vídeos, que posteriorment fou de DVDs, que li havien permès ser el responsable de posar aquells ous de pasqua en els DVDs. Abans que en Billy morís, li explicà a la Sally que el missatge del doctor era: fixa't en la llista de DVD's. La Sally descobrí que es referia a la col·lecció de DVDs dels ous de pasqua i que havien estat pensats per a ella.
Na Sally i en Larry tornaren a Drumlins amb un reproductor de DVDs portàtil i miraren tots els ous de pasqua junts. La Sally descobrí que podia conversar amb el Doctor, quan ell està en el passat, ja que ell disposava d'una transcripció completa de la conversació que s'estava compilant en el present gràcies al que escrivia en Larry. El Doctor els explica que els àngels ploraners els havia transportat a la seva companya Martha Jones i a ell al passat, i que els àngels ploraners (també coneguts com els "assassins solitaris") són éssers que s'alimenten de l'energia potencial del temps dels altres. Els explica que els àngels estan buscant el seu TARDIS (cabina blava) per aconseguir la seva energia temporal, i si l'aconseguissin portaria conseqüències catastròfiques. Els àngels posseeixen el tancament quàntic que els permet moure's increïblement de pressa quan ningú els observà, però queden petrificats quan els miren; i per aquesta raó el Doctor acaba la transcripció amb la següent advertència:
| «           | No parpellegeu. Si ho feu. Esteu morts. Són ràpids, més del que us imagineu. No els gireu l'esquena, no desvieu la mirada i no parpellegeu! Bona sort. | » |
| — el Doctor | |   |

Quan acaba la transcripció, la Sally s'adona que en Larry ha deixat d'escriure i s'adonen de la presència de l'àngel a la sala; ràpidament els dos baixen al soterrani per buscar una sortida per fugir, perquè les portes de la planta baixa estan tancades. Al soterrani, descobreixen que hi havia el TARDIS que havien robat abans i entren dins del TARDIS mentre els quatre àngels els envolten i comencen a sacsejar des de fora el TARDIS. A dins, s'assabenten que el DVD es pot utilitzar també com a clau d'activació del TARDIS per a un viatge; al fer-lo funcionar el TARDIS comença a desmaterialitzar-se deixant enrere al Larry i la Sally amb els àngels al voltant seu. Tanmateix, quan el TARDIS desapareix, els àngels estan petrificats perquè s'estan mirant entre ells dos a dos i així romandrien permanentment.
Un any més tard, en Larry i la Sally havien iniciat una relació junts i duient junts una botiga de llibres i DVDs, tanmateix la Sally insistia encara a guardar una carpeta amb tota la informació dels successos que havien viscut l'any passat. El Larry havia anat a fer un encàrrec quan veié sortí el Doctor i la Marta Jones amb presses d'un taxi que s'havia parat davant de la botiga, i sortí a conèixer-los. En veure que no la reconeixien, s'adonà que el Doctor, en ser un viatger en el temps, encara no havia viscut l'esdeveniment on foren enviats al passat; ella li entregà la seva carpeta d'informació, anunciant-li que la necessitaria en un futur quan fos enviat el 1969. El Doctor i la Sally s'estaven acomiadant quan en Larry tornà, quedant estupefacte de veure l'home que apareixia als ous de pasqua. L'episodi es finalitzà repetint l'advertència que el Doctor havia fet a la Sally, però aquest cop dirigida a l'espectador, al mateix temps que apareixien flaixos d'estàtues famoses de bronze i pedra.

## Recepció
Parpelleig és un dels episodis més ben valorats del Doctor Who. L'escriptor Steven Moffat fou guardonat amb el premi BAFTA Craft i BAFTA Cymru 2008 com a millor escriptor per la seva feina en aquesta episodi. També guanyà el premi Hugo Award for Best Dramatic Presentation, Short Form, i Carey Mulligan rebé el premi Constellation Award com a millor actuació femenina del 2007 en serials televisius de ciència-ficció. L'episodi fou nominat a millor guió en el Nebula Award, però fou vençuda per El laberinto del fauno de Guillermo del Toro. L'episodi també rebé el premi de millor història en l'enquesta 2007 de la revista Doctor Who Magazine.
Els BBC Fear Forecasters (quatre nens, de 6, 8, 10 i 14 anys, que valoren cada episodi segons el grau de por que havien sentit en veure'l) donaren a aquest episodi una ràtio de 5. Cap altre episodi havia rebut una ràtio de més de 5, excepte El planeta impossible que havia rebut una ràtio de 6. A la pantalla se sobreimpressionà en el moment de l'emissió un avís pels pares que els recomanaven que enregistressin el capítol i el veiessin amb els seus fills al matí perquè era un dels capítols de més por. Aquella advertència fou similar a la que sobreimpressionaren en altres capítols de l'escriptor Steven Moffat com El nen buit o El Doctor balla.